# Religion nabatéenne
La religion nabatéenne est une ancienne forme de mythologie arabe pratiquée dans le royaume nabatéen, une ancienne nation arabe qui était bien établie au IIIe siècle av. J.-C. et qui a duré jusqu'à l'annexion romaine en 106 de notre ère. Les Nabatéens étaient polythéistes et vénéraient une grande variété de dieux locaux ainsi que Baalshamin, Isis et des dieux gréco-romains tels que Tyché et Dionysos. Ils étaient surtout aniconiques et préféraient décorer leurs lieux sacrés avec des motifs géométriques. Une grande partie des connaissances sur le mobilier funéraire des Nabatéens a été perdue en raison du pillage intensif au cours de l'histoire. Ils faisaient des sacrifices à leurs dieux, accomplissaient d'autres rituels et croyaient en une vie après la mort.

## Divinités

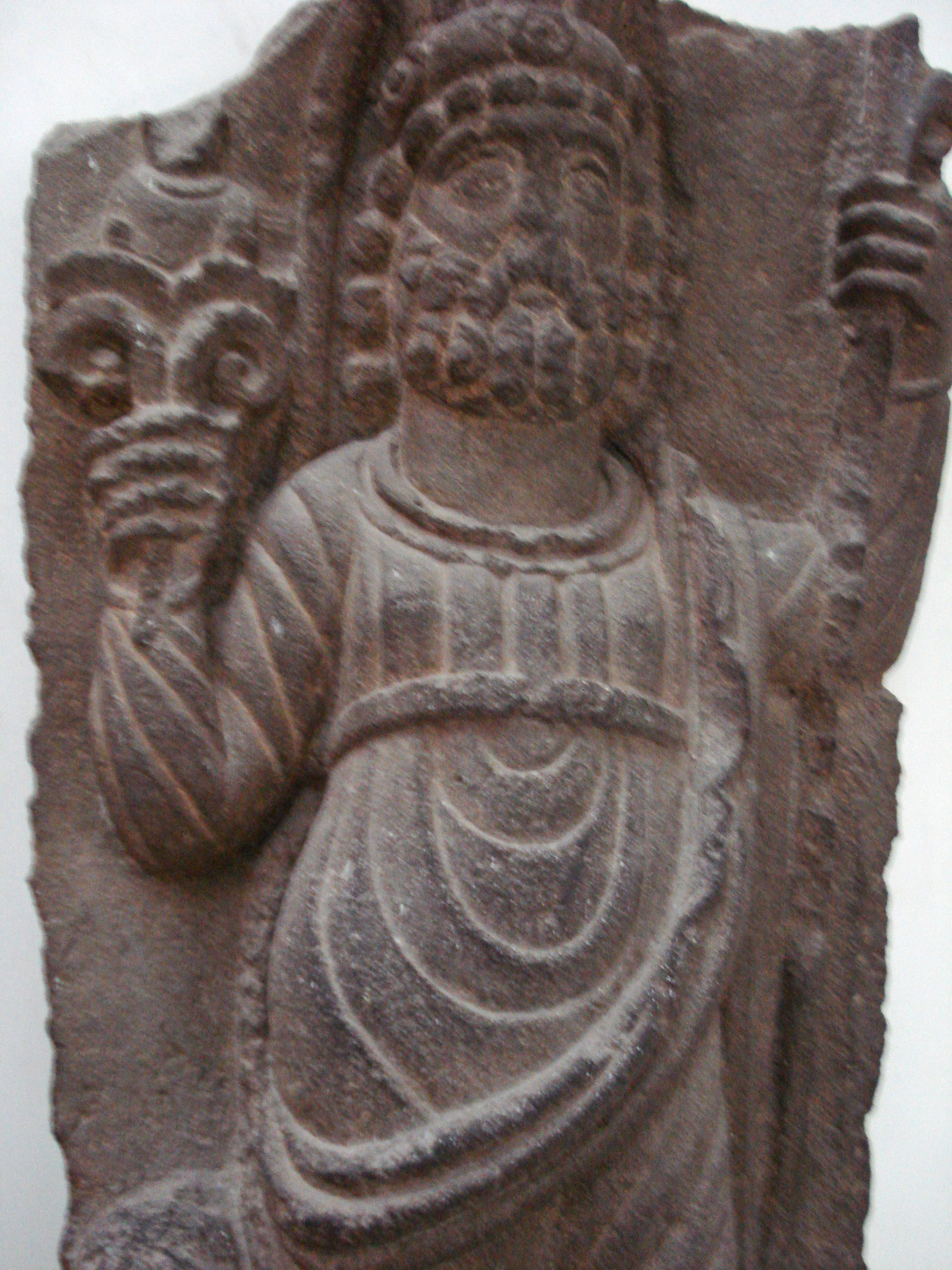
Dusarès (musée national de Damas).

La plupart des divinités de la religion nabatéenne faisaient partie du panthéon arabe préislamique, avec l'ajout de divinités étrangères telles qu'Isis et Dercéto (Dercétis, Atargatis, Atar'ateh).
Dusarès, une divinité nabatéenne dont le nom signifie « Seigneur de la montagne », était largement vénéré à Pétra. Dusarès est vénéré comme un dieu suprême par les Nabatéens et est souvent appelé « Dusarès et tous les dieux ». Il est considéré comme le dieu de la maison royale nabatéenne. La chute de la maison royale nabatéenne devant les Romains a entraîné la mise à l'écart de la religion et la perte de sa principale divinité. C'est alors que Dusarès a été associé à d'autres dieux, comme Dionysos, Zeus et Hélios.
Manāt, elle était connue comme la déesse du destin, et était vénérée par les adeptes pour la pluie et la victoire sur les ennemis. Elle était l'épouse du dieu Houbal.
Al-Lat, qui est désignée comme « la grande déesse qui est dans l'Iram ». Elle est largement connue en Arabie du Nord et en Syrie, la divinité est associée à la déesse Athéna dans le Hawran. Al-Lat est vénérée à Palmyre, son temple n'avait aucune trace de rituels sanguinaires. On pense qu'Al-Lat et Al-Uzza étaient autrefois une seule divinité, qui s'est séparée dans la tradition préislamique mecquoise. Les Arabes préislamiques croyaient que les déesses Al-Lat, Al-Uzza et Manāt étaient les filles d'Allah, bien que les inscriptions nabatéennes la décrivent plutôt comme l'épouse d'Allah,,,,. Les inscriptions nabatéennes l'appellent également, ainsi qu'Al-'Uzza, la « fiancée de Dusarès ».

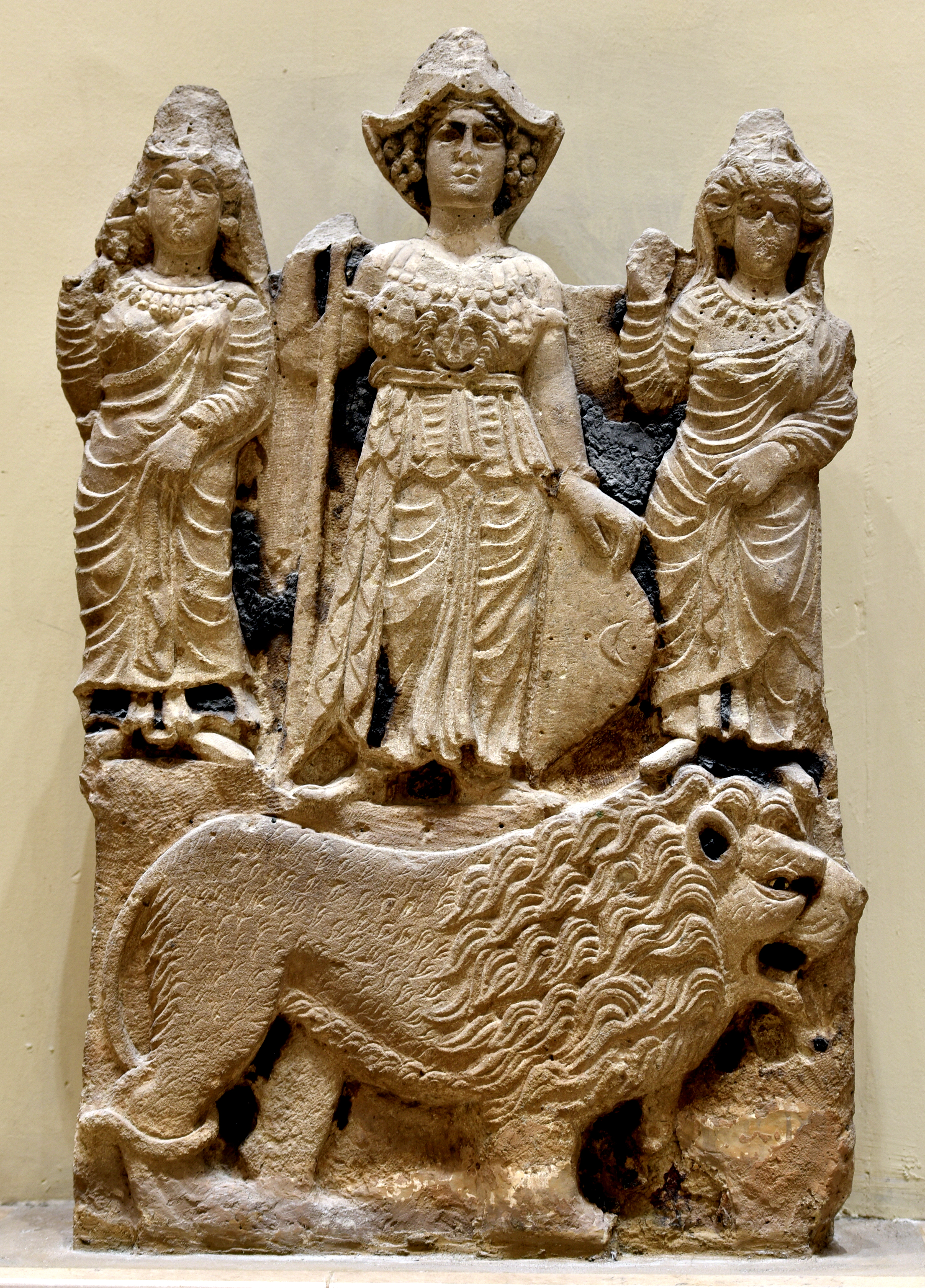
Relief du IIe siècle de Hatra représentant la déesse Al-Lat flanquée de deux figures féminines, peut-être les déesses Al-Uzza et Manāt (musée national d'Irak).

Al-Uzza, dont le nom signifierait « la plus puissante », est vénérée dans la ville de Pétra. Son culte est principalement centré sur les Quraychs et la vallée de l'Hurad, au nord de La Mecque. La déesse est liée à un type de bétyle aux yeux en forme d'étoile. Al-Uzza est associée à la déesse gréco-romaine Aphrodite. Les Arabes préislamiques la considéraient comme l'une des filles d'Allah aux côtés d'Al-Lat et de Manāt,,,. Aux côtés d'Allat, elle est appelée la « fiancée de Dusarès » dans certaines inscriptions nabatéennes.
Al-Kutbay (en), l'une des divinités les moins connues des Nabatéens. Cette divinité aurait un temple à Gaia et était également vénérée à Iram. La confusion règne lorsqu'il s'agit de déterminer si cette divinité est masculine ou féminine. Gaïa est une divinité considérée comme féminine et est donc appelée Al-Kutbay. Il existe des cas où la divinité est considérée comme masculine, par exemple Kutba, à Qusrawet en Égypte. La majorité des éléments connus conduisent à croire que cette divinité est féminine, car il existe des bétyles d'Al-Kutba dont la conception est similaire à celle d'Al-Uzza.
Baalshamin, une divinité syrienne qui devient un dieu nabatéen avec l'expansion de Nabataea dans le sud de la Syrie. Son nom signifie « Seigneur du Ciel », associant la divinité aux cieux. On dit qu'il est issu du dieu de l'orage Adad, qui était adoré en Syrie et en Mésopotamie. En tant que divinité qui s'occupe des cieux, il est identifié par beaucoup comme une version de Zeus. Il existe un temple dédié à Baalshamin à Si, qui semble avoir été le centre d'un pèlerinage.
Qôs, une ancienne divinité édomite, qui était adorée à Khirbet et-Tannur. Il y a une association avec le dieu Apollon et avec la foudre.
Houbal, une divinité adorée dans la Kaaba à la Mecque. On raconte que les adeptes se rendaient auprès de la divinité pour obtenir des réponses aux questions de lignée, de mariage et de mort. Un sacrifice avait lieu pour honorer le dieu, il y avait sept flèches de divination, elles étaient lancées et la réponse était l'un des mots gravés sur le côté des flèches.
Manotu, cette divinité est mentionnée sur les inscriptions funéraires à Hegra. Son nom est mentionné aux côtés de Dusarès, et est utilisé comme un avertissement à leur malédiction. On pense qu'elle est la même que la déesse Manāt de la Kaaba de la Mecque qui était l'une des filles d'Allah.
Isis, divinité étrangère aux Nabatéens, elle est à l'origine une déesse égyptienne. Elle est parfois représentée par un trône. La déesse est présente dans le Khazneh de Pétra, ainsi que dans le temple des Lions ailés.

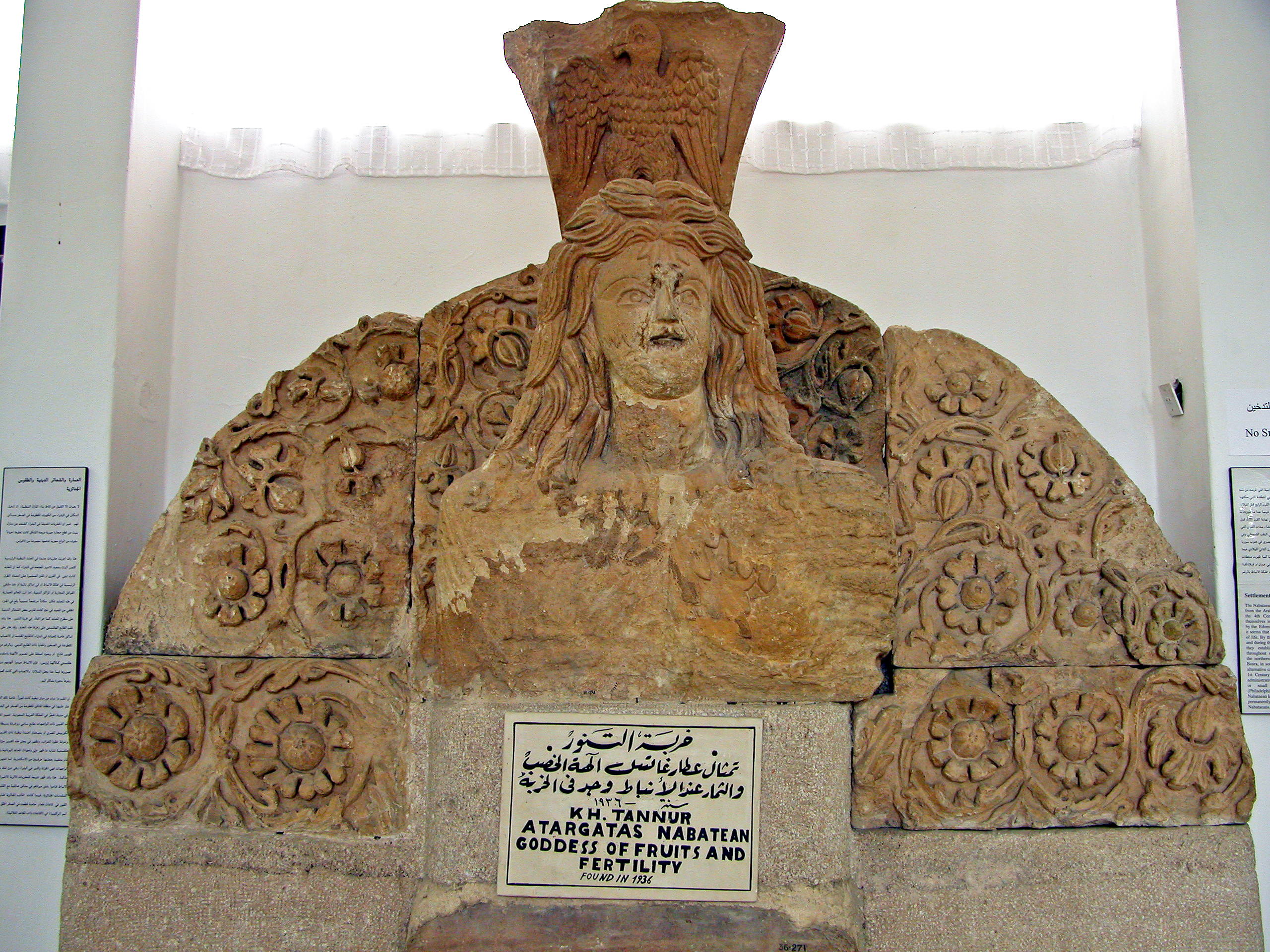
Une représentation nabatéenne de la déesse Atargatis datant d'environ 100 après J.-C..

Atargatis, c'est une divinité étrangère aux Nabatéens, son centre de culte est à Hiérapolis et elle est vénérée à Khirbet et-Tannur ; on l'appelle la déesse du grain et d'autres fois la déesse du poisson. Elle est parfois vue assise entre deux lions. Atargatis est également liée au bétyle aux yeux en forme d'étoile.
Shay'-al-Qawn, considéré comme le protecteur des caravanes et des soldats, des personnes qui voyagent. On dit que ses adeptes désapprouvaient le vin.
Avdat ou Obodat, considéré comme un roi déifié des Nabatéens, il n'est pas clair s'il s'agit d'Obodas I, II ou III. Son association avec la famille royale laisse penser qu'il avait un culte privé.
Tyché, déesse nabatéenne, souvent accompagnée des signes du zodiaque trouvés à Khirbet-et-Tannur. Elle est souvent représentée avec des ailes, les murs d'une ville pour couronne et tenant des cornes d'abondance.

## Influences externes sur les divinités

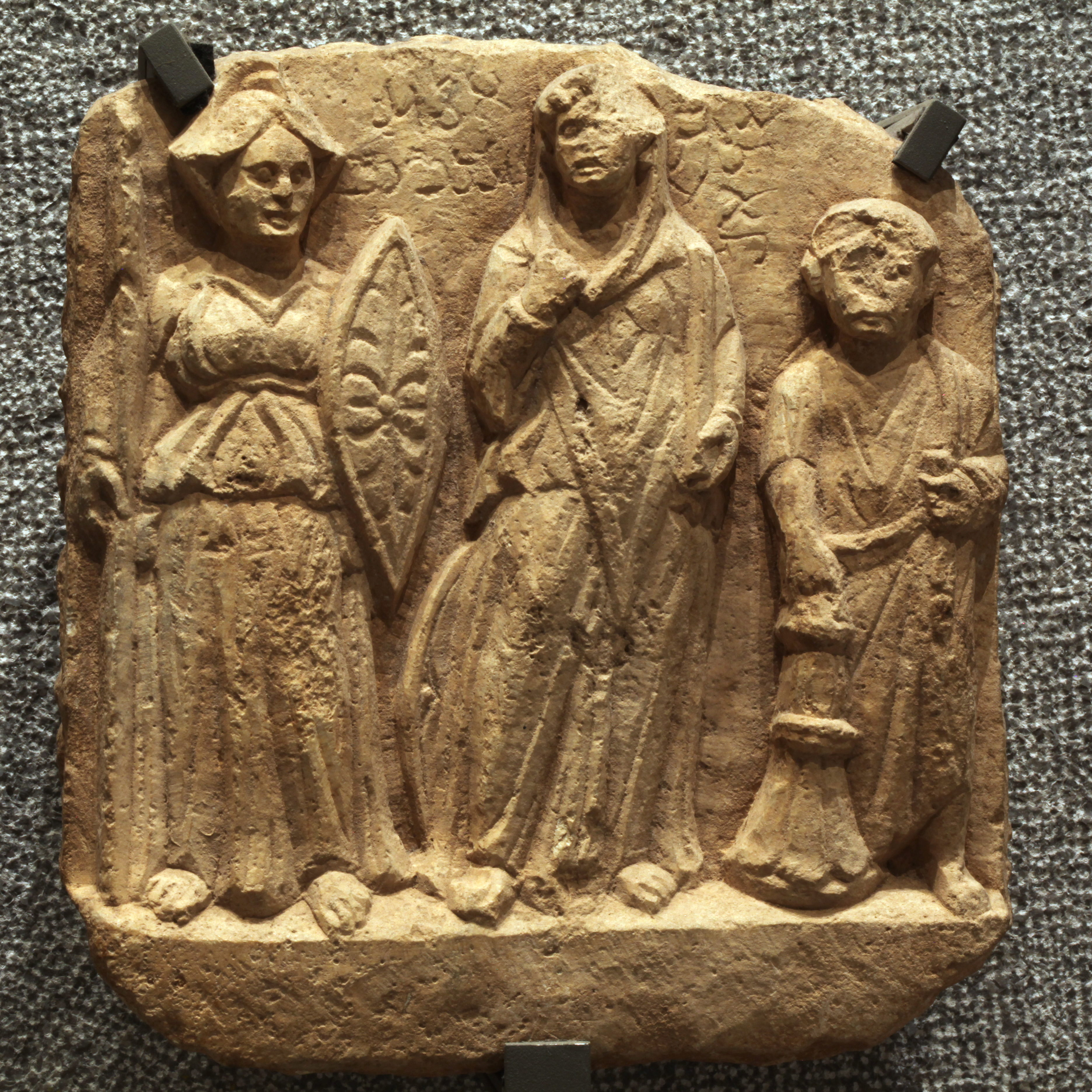
Bas-relief : Némésis, Al-Lat et le dédicant (musée des beaux-arts de Lyon).

La majorité des dieux nabatéens étaient étrangers ; ils ont été adoptés par les Nabatéens. De nombreuses divinités nabatéennes étaient liées à des dieux et déesses gréco-romains, surtout à l'époque où Nabatéa était sous influence romaine. La déesse Isis est une divinité égyptienne que l'on retrouve non seulement dans la religion nabatéenne mais aussi dans les religions grecque et romaine. Le dieu Dusarès est souvent mentionné comme une version de Dionysos. Les dieux Hélios et Éros sont également présents dans les temples nabatéens. Pendant l'annexion de Nabatéa aux Romains, il y avait des tombes qui nommaient des dieux gréco-romains au lieu de dieux nabatéens. Il y a un changement dans la religion après l'annexion des terres nabatéennes. Par exemple, dans le temple de Qasr, on vénérait Aphrodite/al-'Uzza et Dusarès.

## Relations entre divinités
Les relations entre les dieux nabatéens ne sont pas toujours claires en raison du manque de preuves à l'appui des différentes revendications. Il arrive que des dieux et des déesses soient associés comme mari et femme dans une certaine région du royaume, alors qu'ils ne le sont pas dans une autre. Le dieu Dusarès est parfois considéré comme l'époux d'Al-Lat et dans d'autres cas, il est le fils d'Al-Lat. Un autre exemple serait Al-Lat, Al-Uzza et Manat, ces trois divinités sont dites être les filles du dieu suprême Allah. Dans certaines régions du royaume nabatéen, on dit qu'Al-Lat et Al-Uzza sont la même déesse.

## Rituels et animaux

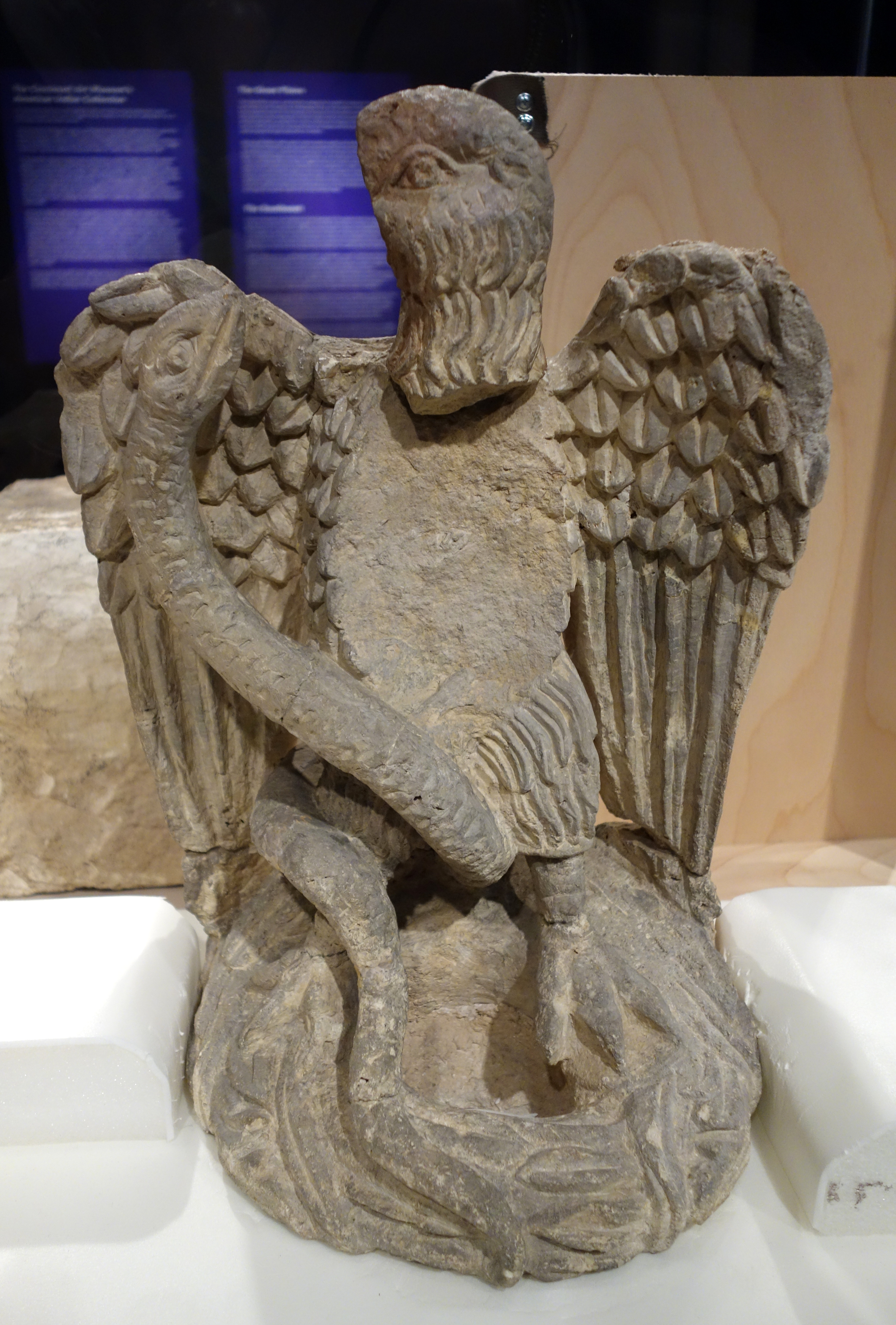
Sculpture nabatéenne représentant un aigle luttant contre un serpent, à Khirbet et-Tannur.

Il est très probable que dans la ville de Pétra, il y avait des voies processionnelles de temple en temple, comme le temple Qasr al-Bint, le temple des Lions ailés et le Grand Temple. La rue principale traversait la ville, ce qui rendait possible l'existence d'une voie processionnelle. Il existe d'autres voies processionnelles qui auraient pu être reliées aux lieux dits élevés, comme el-Madh-bah, en passant par la tombe du « Soldat romain », le « Temple du Jardin », le monument du Lion, un autel taillé dans la roche, avant d'arriver au lieu élevé. Les Nabatéens se rendaient sur les tombes de leurs proches et se livraient à des festins rituels. Ils remplissaient l'espace d'encens et d'huiles parfumées. Il est également très probable que des biens aient été laissés à l'intérieur des tombes, une façon de se souvenir de ceux qui sont morts. Des restes d'espèces inhabituelles comme des rapaces, des chèvres, des béliers, des chiens étaient utilisés dans certains rituels. Il n'était pas rare non plus de sacrifier des chameaux aux anciens dieux, en particulier au dieu Dusarès.
Il existes plusieurs objets sacrés, comme les niches, décrites comme des temples miniatures ou l'adyton d'un temple. Elles contiennent des piliers de pierre ou des bétyles qui ont été taillés dans la roche. Les Nabatéens utilisaient parfois des autels comme représentation des dieux.
Les animaux sacrés sont les aigles, serpents, sphinx, griffons et autres figures mythologiques qui décorent les tombes des anciens Nabatéens.
Il existe peu de preuves d'iconoclasme nabatéen. La majorité des divinités étaient représentées sous forme de bétyles, parfois sculptés en relief et d'autres portés lors de processions. Lorsque les dieux étaient représentés sous forme humaine, il s'agissait souvent de bétyles « idoles oculaires ». En raison de l'influence gréco-romaine, on trouve des statues de dieux nabatéens. La déesse Isis est représentée sous forme humaine par les Nabatéens, ce qui pourrait être dû au fait qu'elle est vénérée dans des endroits comme l'Égypte et Rome. Le dieu Dusarès est représenté à la fois sous forme de bétail et de statue dans tout le royaume nabatéen.

## Lieux de culte

Carte de la région autour de Pétra.

Les Nabatéens disposaient de nombreux lieux de pratique religieuse et de culte. Connus sous le nom de « hauts lieux », les sanctuaires, les temples et les autels étaient généralement des structures en plein air placées au sommet de montagnes voisines. Ces lieux, répartis dans tout le royaume nabatéen, étaient dédiés au culte du ou des mêmes dieux, mais la manière dont ils pratiquaient ce culte variait d'un site à l'autre. Les offrandes allaient des biens matériels et de la nourriture aux sacrifices vivants d'animaux, voire d'humains. Le royaume nabatéen peut être divisé en cinq régions religieuses, chacune contenant des sites d'importance religieuse : Le Néguev et le Hejaz, le Hauran, la Jordanie centrale, la Jordanie méridionale et enfin le nord-ouest de l'Arabie saoudite.
Tous les sites religieux de ces régions sont dans des états de conservation variables, ce qui rend difficile de savoir quelles divinités étaient adorées dans des sanctuaires, autels et temples spécifiques. Il est également difficile de connaître les spécificités des pratiques cultuelles, ce qui signifie que des spéculations éduquées peuvent être faites,.

### Néguev et Hedjaz

#### Shivta
Située à environ 40 km au sud-ouest de Beersheba, la ville de Shivta est l'une des principales villes du royaume nabatéen. Très peu de vestiges archéologiques de toute forme de culte nabatéen, de temples, de sanctuaires ou d'autels ont été découverts. Une petite quantité de preuves a été trouvée pour le culte de Dusarès,.

#### Avdat

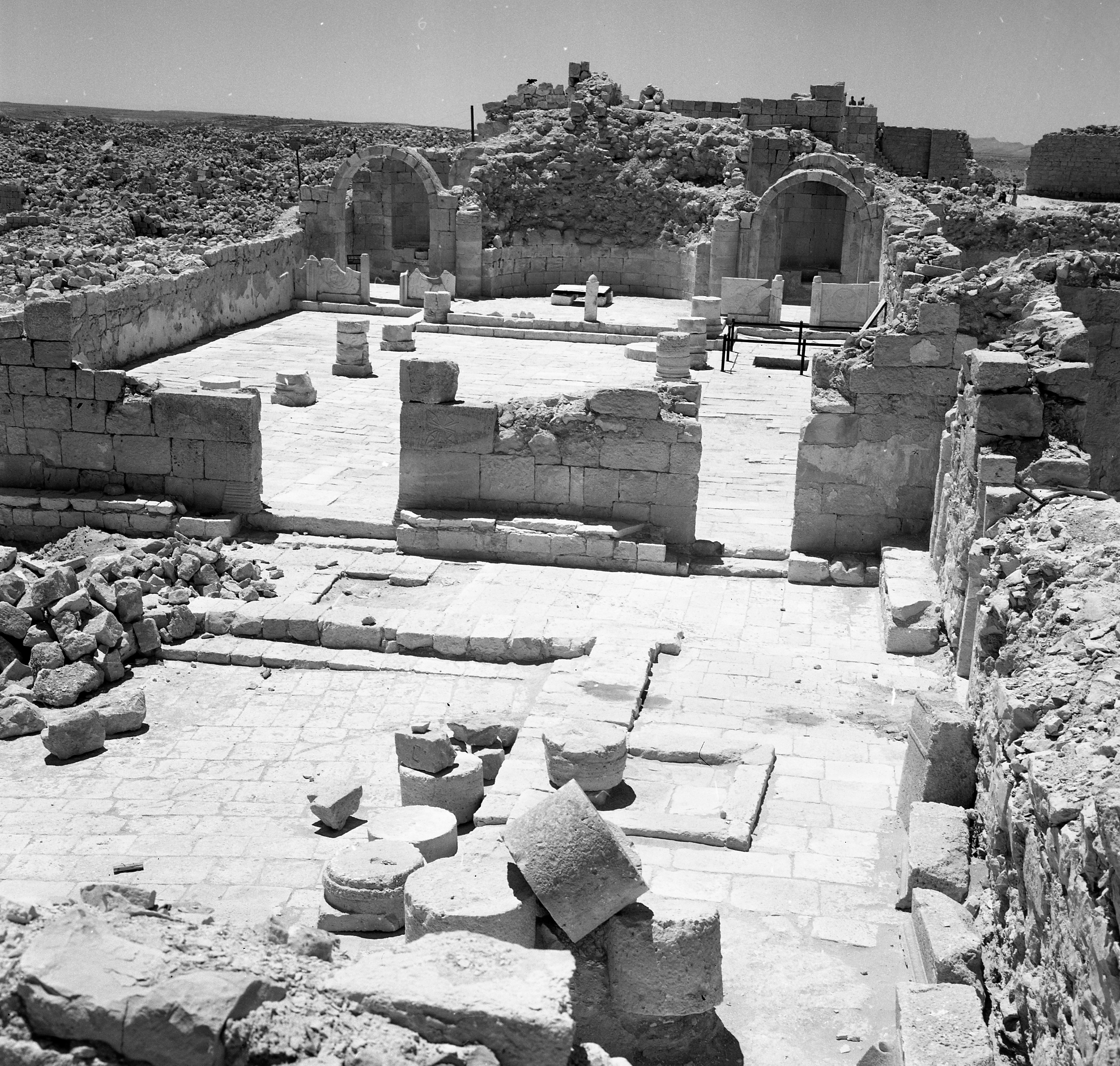
Ancienne cité d'Avdat.

Avdat est situé dans les montagnes au sud-est de Shivta. La pratique religieuse s'y concentrait principalement sur le déifié Obodas Ier, qui acquit la célébrité grâce aux terres récupérées dans le Néguev par Alexandre Jannée, provoquant la formation d'un « culte du roi ». Il y a au moins deux complexes de temples nabatéens documentés au sommet de l'acropole, le plus petit des deux étant dédié au déifié Obodas III.

#### Rawwafah
Rawwafah est situé à 300 km de Pétra. Un seul temple de style nabatéen a été découvert. L'inscription sur le linteau date le temple d'après la chute du royaume nabatéen.

#### Mamshit
Mamshit est un site nabatéen situé à environ 81 km de Pétra. Mamshit est une étape importante sur la route commerciale de l'encens. Des bâtiments de style nabatéen, des caravansérails et des systèmes d'eau ont été découverts ici.

### Hauran

#### Bosra

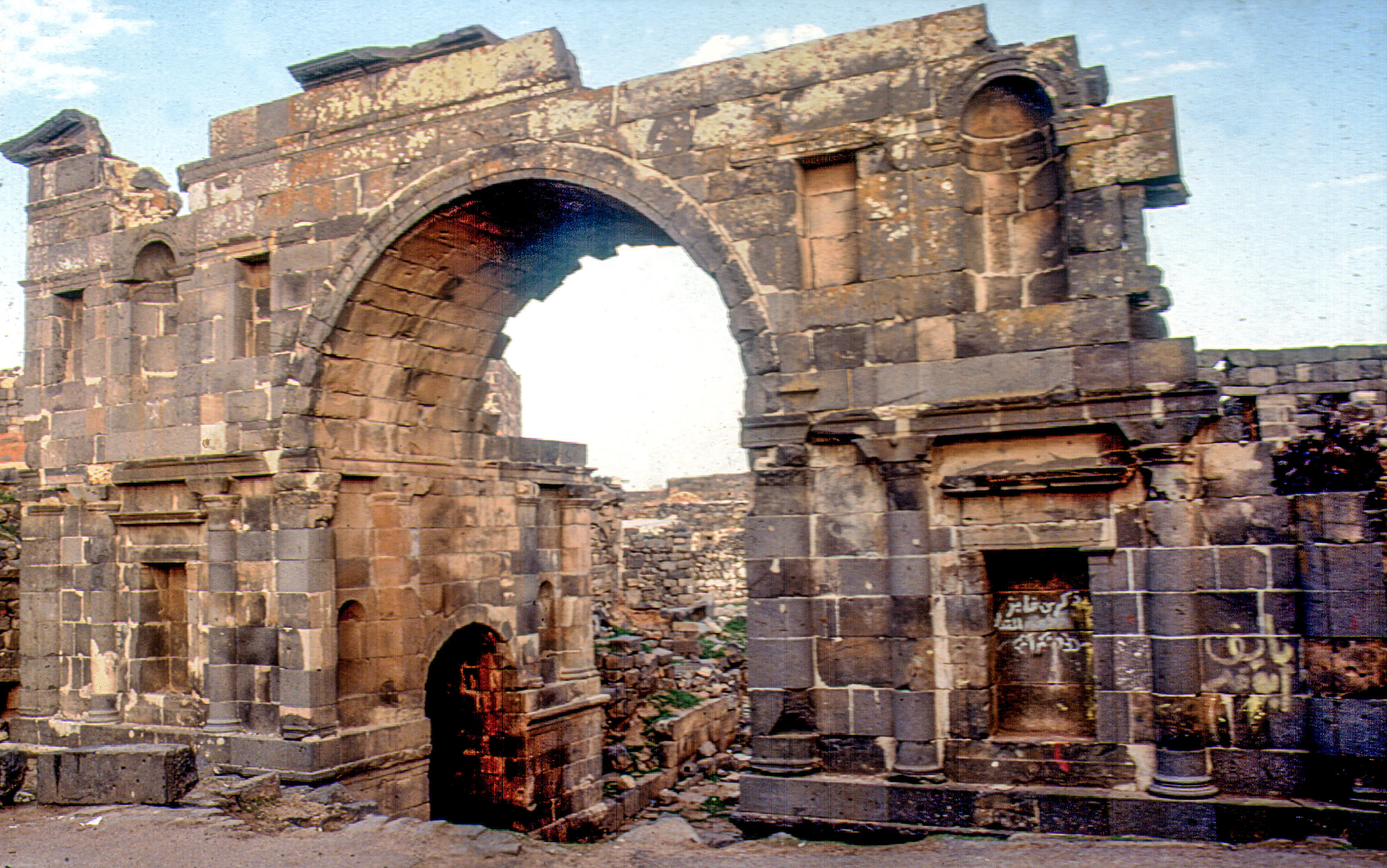
Arc nabatéen, à Bosra.

Bosra est située dans le sud de la Syrie, elle était la capitale nord du royaume nabatéen. Bostra possède des preuves de la présence de temples aux principales intersections de la ville. Au centre de la ville se trouve un complexe de temples dédiés à Dushara-A'ra. A'ra est considéré comme le dieu des rois nabatéens et de la ville de Bostra elle-même. Les constructions modernes rendent difficile la recherche de preuves archéologiques du culte nabatéen. Une inscription disant « Voici le mur que […] et les fenêtres que le bar Taymu […] a construit pour […] Dusares et le reste des dieux de Bostra » est située sur ce que l'on pense être ce temple.

#### Seeia
Situé au nord de Bostra, près de Canatha, le village de Seeia possède trois grands temples, le plus grand est dédié à Baalshamin. Les deux plus petits temples sont dédiés à des divinités inconnues. L'un d'eux contient une inscription à la déesse locale, Seeia, et a pu être utilisé pour la vénérer. Le complexe de temples n'est pas de conception nabatéenne, mais est un amalgame de styles de construction architecturale des cultures de la frontière nord nabatéenne.

#### Sahr
Temples de style similaire à ceux situés à Wadi Rum, Dharih, Tannur, et Qasrawet.

#### Sur
Temples de style similaire à ceux situés à Wadi Rum, Dharih, Tannur, et Qasrawet.

#### Soueïda

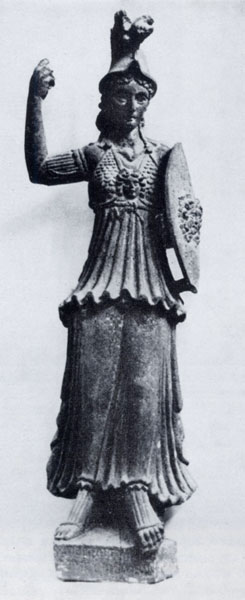
Statue en basalte de la déesse Al-Lat-Minerve de Soueïda (musée national de Damas).

Il y a à Soueïda des temples similaires à ceux situés près de Petra à Wadi Rum, Dharih, Tannur, et Qasrawet. Des inscriptions nabatéennes indiquent des cultes dédiés à Al-Lat et Baalshamin.

### Jordanie centrale

#### Khirbet et-Tannur
Khirbet et-Tannur est situé dans le centre de la Jordanie. Le temple, Haut lieu, est situé seul, au sommet du Jebal Tannur. Il n'est accessible que par un seul sentier en escalier raide. L'isolement du site peut indiquer qu'il était d'une grande importance religieuse pour les Nabatéens. La porte du sanctuaire intérieur du temple est décorée de représentations de végétation, de feuillage et de fruits. Glueck les identifie comme représentant la déesse syrienne Atargatis. Le sanctuaire intérieur est décoré d'images de fruits, de poissons, de végétation, de foudres, ainsi que de représentations de divinités. Glueck attribue ces iconographies au dieu des tempêtes mésopotamien Hadad, mais Tyché et Niké sont également représentées. Starckly note que le seul dieu nommé est le dieu météorologique édomite, Qôs. Une inscription sur une stèle du site le désigne comme le dieu d'Hurawa,,.

#### Khirbet ed-Dharih
Situé à 7 km au sud de Hurawa, le temple de Khirbet ed-Dharih est étonnamment bien conservé. Le complexe du temple est entouré d'une cour extérieure et d'une cour intérieure, avec un chemin pavé menant aux portiques. Il y a aussi des bancs qui forment un théatre. Le temple lui-même est divisé en trois sections, dans un grand vestibule ouvert. D'ici se trouve la cella, qui a été peinte dans des couleurs riches et vibrantes. À l'arrière de la cella se trouvait le motab et le bétyle, un podium carré flanqué d'escaliers qui était le siège du divin. Malgré son bon état, on ne sait pas quel dieu aurait été adoré ici.

### Jordanie méridionale

#### Pétra
Pétra est la capitale du royaume nabatéen vers 312 av. J.-C. La ville est célèbre pour sa merveilleuse architecture taillée dans la roche (en). Située dans les montagnes de Shara, Dushara était le principal dieu masculin accompagné de la trinité féminine : Al-'Uzzá, Al-Lat et Manāt,. Une stèle dédiée au dieu édomite Qôs est située dans la ville. Les Nabatéens adoraient les dieux et déesses arabes préislamiques, ainsi que des rois déifiés, comme Obodas Ier. La disposition et la conception des temples montrent une influence de l'architecture des temples romains, grecs, égyptiens et perses. Les temples de Qasr al-Bint et du Lion ailé en sont des exemples. Le podium du temple du Lion ailé abritait l'autel, où les sacrifices étaient effectués, ou le bétyle de la divinité adorée. D'après les idoles et les images trouvées dans le temple du Lion ailé, on pense qu'il était dédié à Dusarès. Le Haut lieu est situé au sommet des montagnes qui entourent Petra. Utilisé comme lieu pour offrir des cadeaux et sacrifier des animaux, voire des humains, aux dieux, le Haut lieu se compose d'un bassin pour recueillir l'eau, de deux autels et d'une grande cour ouverte.

#### Hawara
Hawara est un temple avec une voie processionnelle de 20 m de long qui mène à une cour avec une vue sur le Jebel Qalkha. La conception des bétyles ainsi que les restes d'offrandes indiquent le possible culte de Dusarès, peut-être même de Jupiter.

#### Wadi Rum
Il y a un temple d'Al-Lat à Wadi Rum, derrière lequel un sanctuaire rupestre d'Ayn esh-Shallaleh possède des bétyles et niches de culte à Dusarès et Baalshamin.

### Jordanie du Nord-Ouest: Hegra

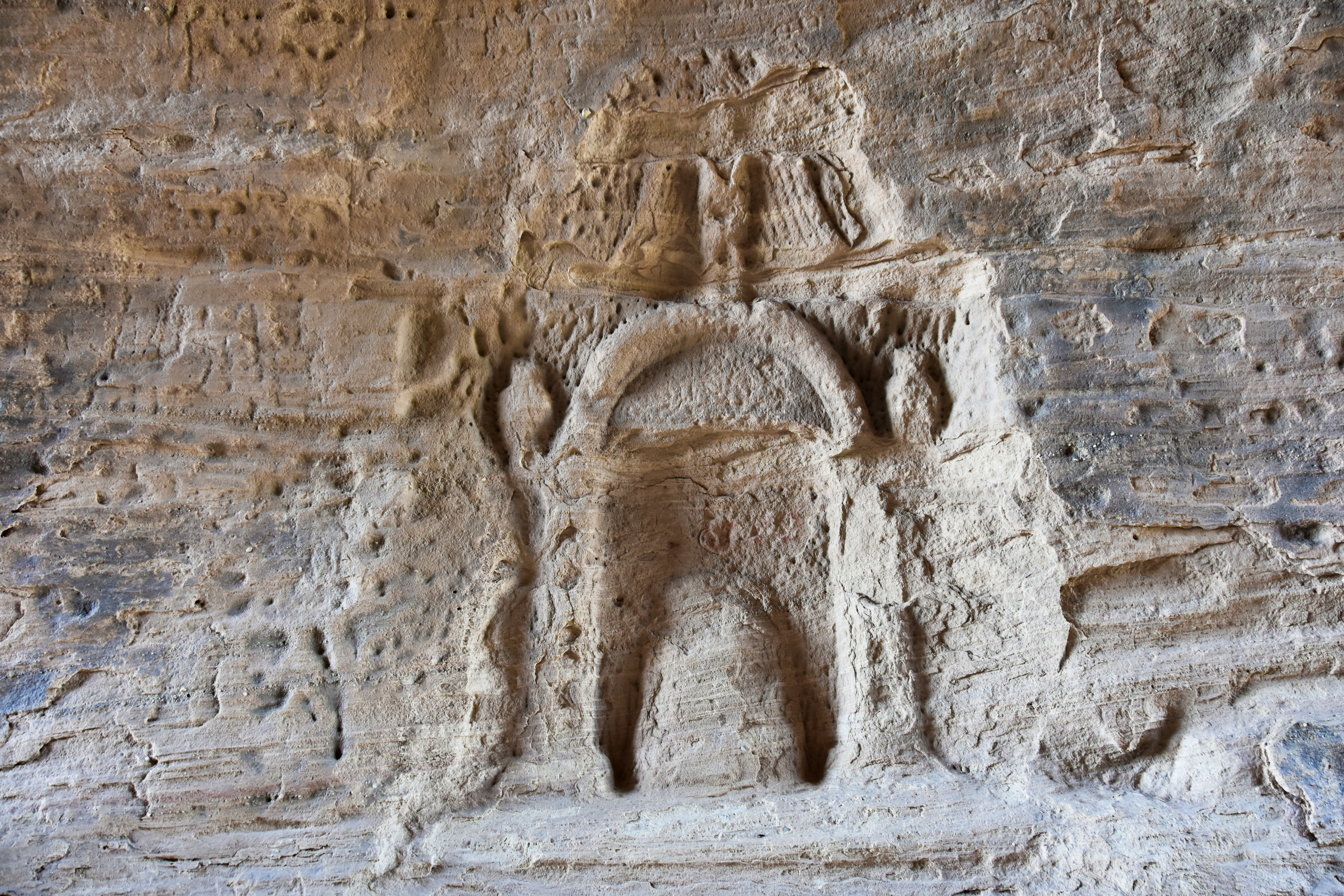
Bétyle dans une niche d'un sîq de Madâin Sâlih.

À Hegra, l'actuelle Madâin Sâlih, un cercle rituel du culte au sommet de la montagne Jibel Ithlib repose sur un affleurement rocheux. De petits bétyles et des niches de culte à d'autres dieux apparaissent autour du site de Jibel Ithlib. L'inscription « Seigneur du Temple » peut faire référence à Dusarès. Les cultes de Marseha se trouvent ici,.

## Voies processionnelles
Le chemin processionnel qui mène aux lieux de culte varie d'un site à l'autre. Dans certains endroits, il s'agit d'une roche brute, sans aucune décoration sur la voie processionnelle. Dans d'autres, comme à Pétra, des sculptures, des monuments, des bétyles et parfois des obélisques bordent la voie processionnelle. La voie processionnelle de Pétra comprend un relief de lion connu sous le nom de Fontaine du Lion, il y a aussi la Tombe du Jardin, et la Carrière Nabatéenne, deux obélisques debout dans un style indien.

## Conception des temples

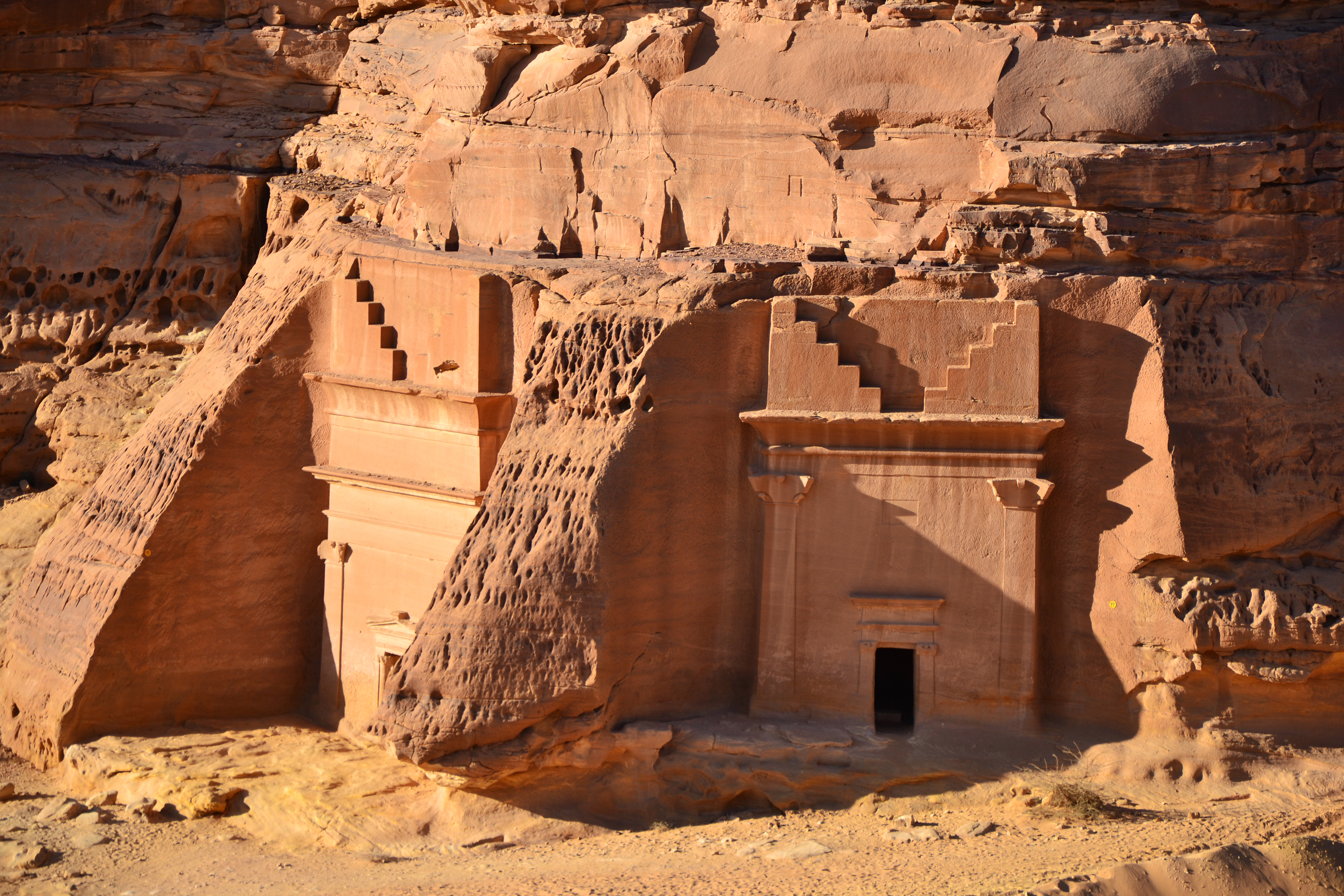
Temple de Madâin Sâlih.

Les temples nabatéens sont de conception très variée et il n'existe pas de disposition standard unique. Les Nabatéens ont adopté et adapté différents éléments de la conception des temples des cultures avec lesquelles ils commerçaient. Des éléments indiens, grecs, romains, perses, égyptiens et syriens de la conception des temples peuvent être observés à divers degrés d'incorporation.

## Bétyles
Les bétyles sont des blocs de pierre qui représentent les dieux des Nabatéens. Le terme « bétyle » dérive du grec Βαιτύλια et d'un mythe que les Grecs racontaient sur Ouranos qui créait des pierres animées qui tombaient du ciel. Les bétyles étaient couramment placés sur des autels ou des plateformes et les rituels religieux y étaient exécutés. Il est rare que des bétyles soient trouvés dans des tombes. Gustaf Dalman a été le premier à classer les différents types de bétyles. Les différents types de bétyles selon lui sont :
1. Bétyles unis

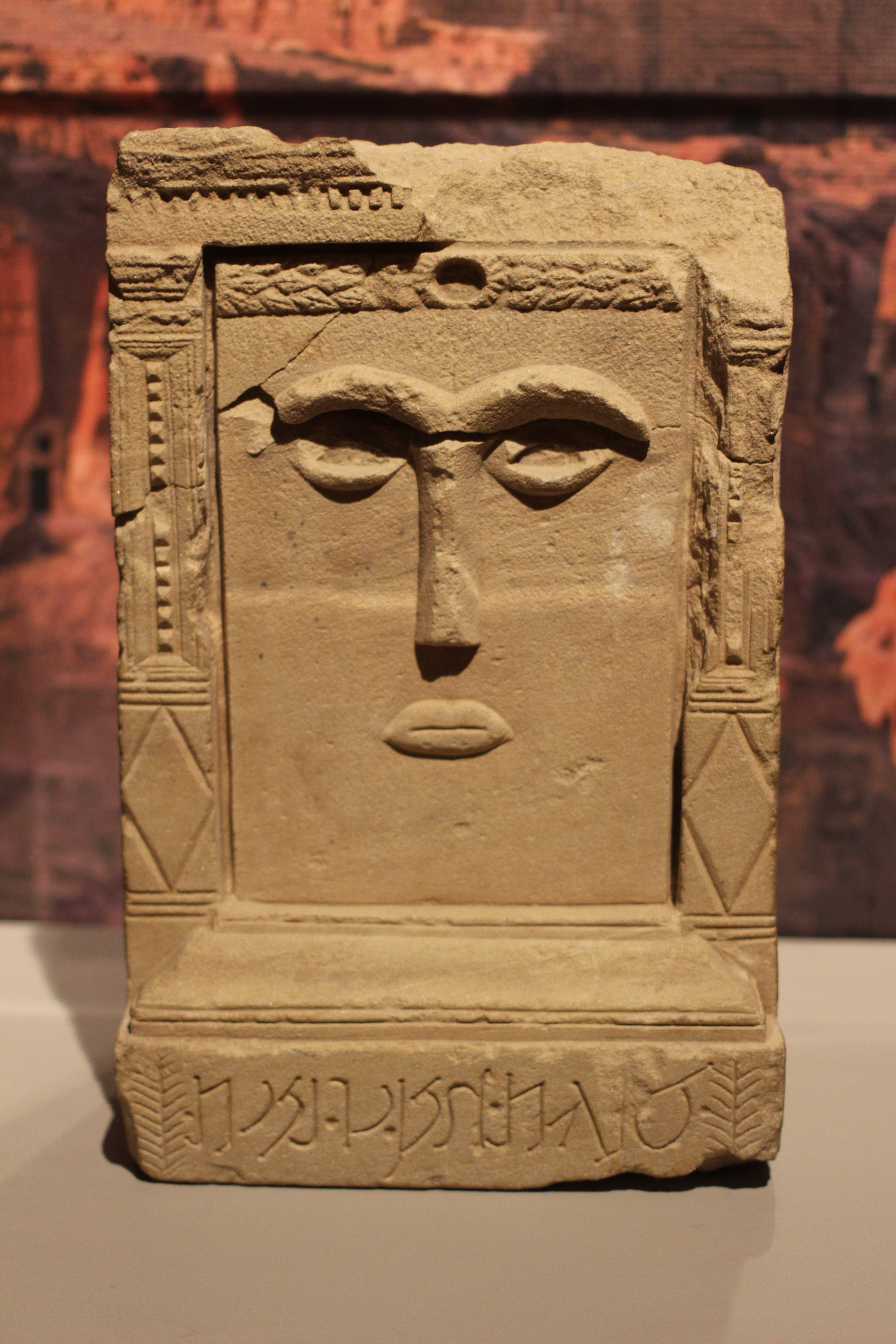
Bétyle nabatéen.

  1. Dalle rectangulaire (Pfeiler, bloc, stèle)
  2. Dalle rectangulaire haute avec un sommet arrondi
  3. Dalle semi-circulaire ou hémisphérique
2. Bétyle sphérique en forme de dôme (omphalos squat, ovoïde)
3. Bétyles oculaires
4. Stèles de visage

Les bétyles oculaires et les stèles faciales intéressent les chercheurs en raison de l'incohérence de ce qui est largement compris comme l'aniconisme nabatéen. Il existe un débat sur la question de savoir si les bétyles étaient considérés comme des récipients pour les dieux ou s'ils étaient considérés comme des représentations des dieux eux-mêmes. Des rainures dans le sol des niches et des trous dans le sommet des autels ont conduit à la conclusion que les bétyles pouvaient être stockés en lieu sûr puis transportés vers le lieu de culte.

## Rituels

### Offrandes
Les offrandes de libations (très probablement du vin) et d'encens jouaient un rôle important dans le culte communautaire nabatéen. Il existe des spéculations selon lesquelles les Nabatéens offraient des huiles ou peut-être d'autres biens mais les seules offrandes certaines sont les libations et l'encens. Strabon confirme que des libations et de l'encens étaient offerts quotidiennement au soleil (Dusarès). Il existe également des preuves d'offrandes d'argent et d'or aux dieux, mais le texte dans lequel elles se trouvent ne précise pas s'il s'agit d'une dîme.

### Sacrifices
Les sacrifices d'animaux étaient courants et le De Abstenentia de Porphyre de Tyr rapporte qu'à Dumat Al-Jandal, un garçon était sacrifié chaque année et enterré sous un autel. Certains chercheurs ont extrapolé cette pratique au reste des Nabatéens.

### Dates sacrées
Il existe peu de sources primaires concernant les fêtes religieuses que les Nabatéens célébraient. Il a été noté que la présence de deux inscriptions à Dushara-A'ra datées du mois de Nissan pourrait indiquer une fête de printemps.

### Rituels funéraires

#### Signification de l'architecture tombale

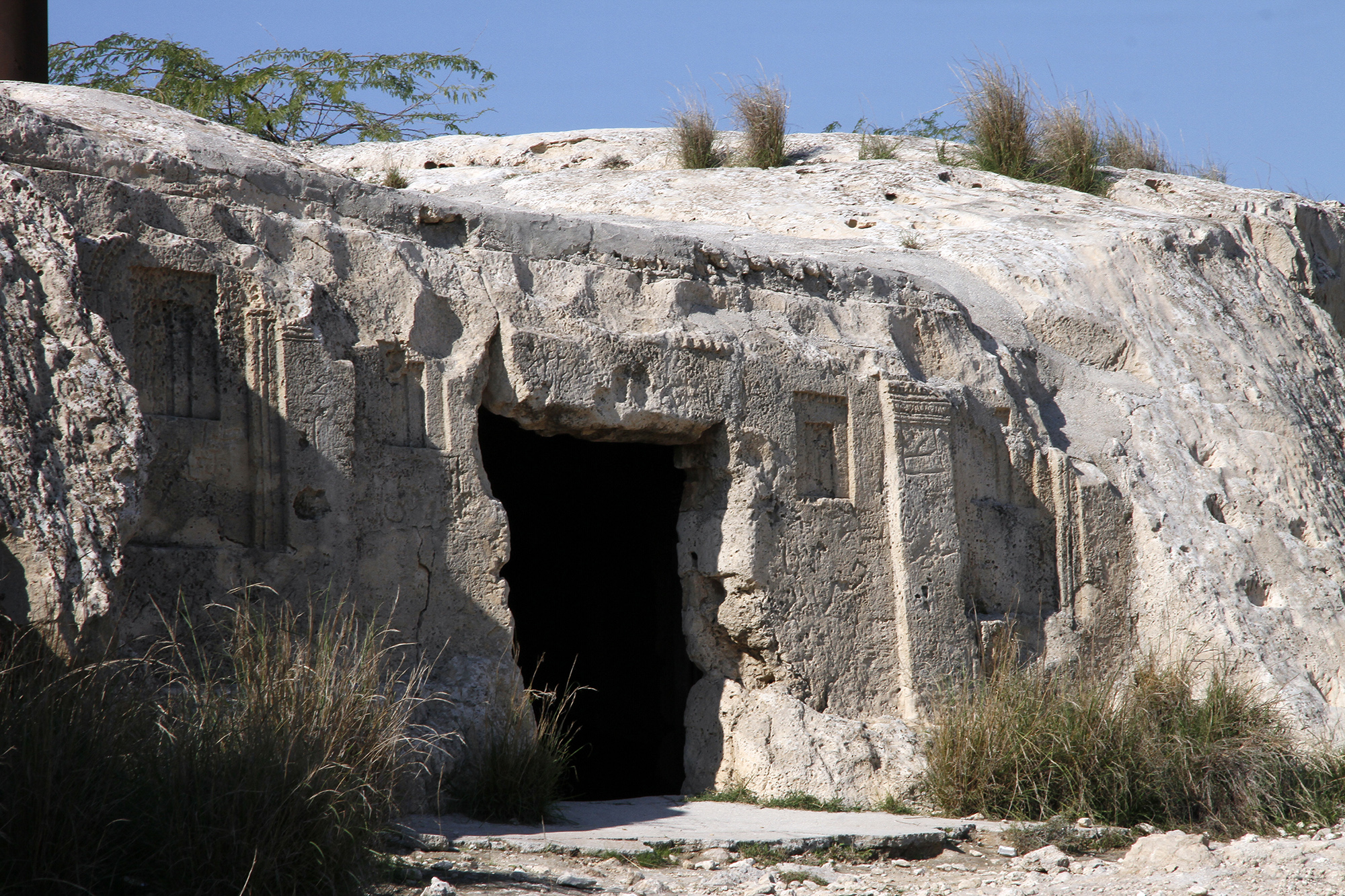
Tombes palmyréniennes (Kharg, en Iran).

Les célèbres tombes taillées dans la roche des Nabatéens n'étaient pas décorées uniquement pour le spectacle, elles étaient destinées à être des maisons confortables pour les morts. Par conséquent, ceux qui pouvaient se le permettre plaçaient des jardins pour se divertir et des salles de repas pour festoyer autour de leurs tombes. Les aigles — le symbole de Dusarès — étaient parfois sculptés au-dessus des portes pour assurer leur protection.

#### Malédictions
De nombreuses tombes étaient ornées d'inscriptions qui indiquaient qui devait être enterré dans la tombe, ainsi que le statut social et la piété du propriétaire. Les inscriptions sur les tombes sont devenues populaires dans toute la région de Nabatéa. Elles énumèrent les actions (par exemple, la vente ou l'hypothèque de la tombe, etc.) qui ne doivent pas être entreprises et détaillent les amendes et les punitions pour ceux qui ignorent les malédictions gravées dans les inscriptions sur la face de la tombe. Les malédictions détaillées dans les inscriptions sont souvent formulées, par exemple « et la malédiction de [insérer le nom du dieu] sur quiconque lit cette inscription et ne dit pas [insérer la bénédiction ou une autre phrase] ». Les inscriptions de Mada'in Saleh et d'autres grandes villes nabatéennes mentionnent à la fois les propriétaires et les malédictions ainsi que les types de personnes qui sont censées être enterrées dans la tombe. En revanche, les tombes de Petran, à part la tombe de Sextius Florentinus, la tombe de Turkmaniyah et d'autres exceptions, n'ont pas d'inscriptions.

#### Concepts de la vie après la mort
On sait peu de choses sur la façon dont les Nabatéens envisageaient la vie après la mort, mais des hypothèses ont été formulées sur la base des biens matériels qu'ils ont laissés derrière eux. Comme les tombes et les objets funéraires restent un lien précieux pour comprendre la vie de toute culture ancienne, l'accent est mis sur la disposition des tombes à Pétra, Bosra, Madâin Sâlih et d'autres villes importantes. Les biens funéraires connus comprennent une cruche en albâtre trouvée à Mamshit et divers récipients laissés lors des fêtes funéraires. En se basant sur l'importance accordée aux niches funéraires familiales, aux salles à manger et aux biens funéraires, les Nabatéens pensaient que l'au-delà était un endroit où l'on pouvait manger et s'amuser avec ses amis et sa famille.